# Baniana arvorum
Baniana arvorum är en fjärilsart som beskrevs av Achille Guenée 1852. Baniana arvorum ingår i släktet Baniana och familjen nattflyn. Inga underarter finns listade i Catalogue of Life.